# Genetic Wisdom
Genetic Wisdom ist eine niederländische Progressive- und Thrash-Metal-Band aus Overijssel, die im Jahr 1990 gegründet wurde, sich etwa 1994 auflöste und 2009 wieder zusammenfand.

## Geschichte
Die Band wurde im November 1990 gegründet. Ihren Namen bezog die Band von dem Lied PTM1 der US-amerikanischen Band Warrior, dessen Text mit den Worten „Genetic Wisdom“ endet. Im Frühjahr 1991 nahm die Band ihr erstes Demo auf, das zwei Lieder umfasste, welches im März des Jahres unter dem Namen Trivial Destiny erschien. Durch das Demo erreichte die Gruppe einen Vertrag bei Mascot Records. Hierüber folgte das Debütalbum The Fear Dimension im Jahr 1993. Bereits im Folgejahr erschien das zweite Album Humanity on Parole mit dem neuen Sänger Mike Lucarelli. Mike Lucarelli hatte bereits mit Schlagzeuger Ronny Scholten auf Sacrosancts Debütalbum Truth Is - What Is gespielt.
In der Folgezeit löste sich die Band auf. Im Jahr 2006 gründeten Mitglieder von Genetic Wisdom eine neue Band namens Why She Kills. Im Jahr 2009 fand die Band wieder zusammen, um im Dezember des Jahres auf dem Eindhoven Metal Meeting zu spielen. Die Band bestand hierbei aus dem Sänger Michel Lucarelli, den Gitarristen Peter Slootbeek und Ralph Roelvink, dem Schlagzeuger Ronny Scholten sowie dem Bassisten Gerrit Knol, der wiederum mit Lucarelli auf Sacrosancts zweitem Album Recesses for the Depraved gespielt hatte.

## Stil
Laut dem Gitarristen Ralph Roelvink reiche der musikalische Einfluss der Mitglieder von Hard Rock bis zu Death Metal. Laut Stefan Glas vom Metal Hammer würden die Texte von Sänger Bos Themen wie Rassismus, Kindesmisshandlung oder Fernsehmanie behandeln. Laut Oliver Recker vom Metal Hammer sei auf The Fear Dimension „melodischer (Techno) Thrash mit Vocals in höherer Stimmlage“ zu hören. Frank Albrecht und Götz Kühnemund meinten im Rock Hard der musikalische Stil gehe in Richtung Realm, Vio-lence und vor allem Despair. Albrecht nannte ihn „vertrackten Progressive-Thrash“, vorgetragen mit „extrem hoher“ Stimme, die jedoch „viel zu dünn“ sei „und die Gesangslinien unausgereift“, wohingegen Kühnemund den Gesang mit „unauffällig“ und „durchschnittlich“ angab. Laut Recker sei auf Humanity on Parole der neue Sänger Mike Lucarelli der größte Unterschied zum Vorgängeralbum, wodurch die Band sich „von damaligen Techno Thrash-Zeiten (Marke Despair) zu moderneren Klängen“ bewege. Auf dem Album seien Einflüsse von Bands wie Biohazard hörbar. Martin Popoff fand in seinem Buch The Collector’s Guide of Heavy Metal Volume 3: The Nineties, dass man das Album dem Metalcore zuordnen könne, wenn es das Genre damals schon gegeben hätte, da man starke Einflüsse aus dem Hardcore Punk hören könne. Die Snare sei zudem wohl die am höchsten gestimmte, die er je gehört habe.

## Diskografie
- 1991: Trivial Destiny (Demo, Eigenveröffentlichung)
- 1993: The Fear Dimension (Album, Mascot Records)
- 1994: Humanity on Parole (Album, Mascot Records / Pavement Music)